# Zestien-kwadratenidentiteit van Pfister
In de algebra is de zestien-kwadratenidentiteit van Pfister een niet-bilineaire identiteit van de vorm
{\displaystyle {\begin{aligned}{}&(x_{1}^{2}+x_{2}^{2}+x_{3}^{2}+x_{4}^{2}+\cdots +x_{16}^{2})(y_{1}^{2}+y_{2}^{2}+y_{3}^{2}+y_{4}^{2}+\cdots +y_{16}^{2})\\&\quad =z_{1}^{2}+z_{2}^{2}+z_{3}^{2}+z_{4}^{2}+\cdots +z_{16}^{2}\end{aligned}}}
Deze identiteit werd in de jaren 1960 voor het eerst bewezen door Hans Zassenhaus en Wolfgang Eichhorn. en ongeveer tegelijkertijd werd de identiteit onafhankelijk daarvan door Albrecht Pfister bewezen. Er zijn verschillende versies, een beknopte luidt als volgt:
{\displaystyle z_{1}=x_{1}y_{1}-x_{2}y_{2}-x_{3}y_{3}-x_{4}y_{4}-x_{5}y_{5}-x_{6}y_{6}-x_{7}y_{7}-x_{8}y_{8}+u_{1}y_{9}-u_{2}y_{10}-u_{3}y_{11}-u_{4}y_{12}-u_{5}y_{13}-u_{6}y_{14}-u_{7}y_{15}-u_{8}y_{16}}
{\displaystyle z_{2}=x_{2}y_{1}+x_{1}y_{2}+x_{4}y_{3}-x_{3}y_{4}+x_{6}y_{5}-x_{5}y_{6}-x_{8}y_{7}+x_{7}y_{8}+u_{2}y_{9}+u_{1}y_{10}+u_{4}y_{11}-u_{3}y_{12}+u_{6}y_{13}-u_{5}y_{14}-u_{8}y_{15}+u_{7}y_{16}}
{\displaystyle z_{3}=x_{3}y_{1}-x_{4}y_{2}+x_{1}y_{3}+x_{2}y_{4}+x_{7}y_{5}+x_{8}y_{6}-x_{5}y_{7}-x_{6}y_{8}+u_{3}y_{9}-u_{4}y_{10}+u_{1}y_{11}+u_{2}y_{12}+u_{7}y_{13}+u_{8}y_{14}-u_{5}y_{15}-u_{6}y_{16}}
{\displaystyle z_{4}=x_{4}y_{1}+x_{3}y_{2}-x_{2}y_{3}+x_{1}y_{4}+x_{8}y_{5}-x_{7}y_{6}+x_{6}y_{7}-x_{5}y_{8}+u_{4}y_{9}+u_{3}y_{10}-u_{2}y_{11}+u_{1}y_{12}+u_{8}y_{13}-u_{7}y_{14}+u_{6}y_{15}-u_{5}y_{16}}
{\displaystyle z_{5}=x_{5}y_{1}-x_{6}y_{2}-x_{7}y_{3}-x_{8}y_{4}+x_{1}y_{5}+x_{2}y_{6}+x_{3}y_{7}+x_{4}y_{8}+u_{5}y_{9}-u_{6}y_{10}-u_{7}y_{11}-u_{8}y_{12}+u_{1}y_{13}+u_{2}y_{14}+u_{3}y_{15}+u_{4}y_{16}}
{\displaystyle z_{6}=x_{6}y_{1}+x_{5}y_{2}-x_{8}y_{3}+x_{7}y_{4}-x_{2}y_{5}+x_{1}y_{6}-x_{4}y_{7}+x_{3}y_{8}+u_{6}y_{9}+u_{5}y_{10}-u_{8}y_{11}+u_{7}y_{12}-u_{2}y_{13}+u_{1}y_{14}-u_{4}y_{15}+u_{3}y_{16}}
{\displaystyle z_{7}=x_{7}y_{1}+x_{8}y_{2}+x_{5}y_{3}-x_{6}y_{4}-x_{3}y_{5}+x_{4}y_{6}+x_{1}y_{7}-x_{2}y_{8}+u_{7}y_{9}+u_{8}y_{10}+u_{5}y_{11}-u_{6}y_{12}-u_{3}y_{13}+u_{4}y_{14}+u_{1}y_{15}-u_{2}y_{16}}
{\displaystyle z_{8}=x_{8}y_{1}-x_{7}y_{2}+x_{6}y_{3}+x_{5}y_{4}-x_{4}y_{5}-x_{3}y_{6}+x_{2}y_{7}+x_{1}y_{8}+u_{8}y_{9}-u_{7}y_{10}+u_{6}y_{11}+u_{5}y_{12}-u_{4}y_{13}-u_{3}y_{14}+u_{2}y_{15}+u_{1}y_{16}}
{\displaystyle z_{9}=x_{9}y_{1}-x_{10}y_{2}-x_{11}y_{3}-x_{12}y_{4}-x_{13}y_{5}-x_{14}y_{6}-x_{15}y_{7}-x_{16}y_{8}+x_{1}y_{9}-x_{2}y_{10}-x_{3}y_{11}-x_{4}y_{12}-x_{5}y_{13}-x_{6}y_{14}-x_{7}y_{15}-x_{8}y_{16}}
{\displaystyle z_{10}=x_{10}y_{1}+x_{9}y_{2}+x_{12}y_{3}-x_{11}y_{4}+x_{14}y_{5}-x_{13}y_{6}-x_{16}y_{7}+x_{15}y_{8}+x_{2}y_{9}+x_{1}y_{10}+x_{4}y_{11}-x_{3}y_{12}+x_{6}y_{13}-x_{5}y_{14}-x_{8}y_{15}+x_{7}y_{16}}
{\displaystyle z_{11}=x_{11}y_{1}-x_{12}y_{2}+x_{9}y_{3}+x_{10}y_{4}+x_{15}y_{5}+x_{16}y_{6}-x_{13}y_{7}-x_{14}y_{8}+x_{3}y_{9}-x_{4}y_{10}+x_{1}y_{11}+x_{2}y_{12}+x_{7}y_{13}+x_{8}y_{14}-x_{5}y_{15}-x_{6}y_{16}}
{\displaystyle z_{12}=x_{12}y_{1}+x_{11}y_{2}-x_{10}y_{3}+x_{9}y_{4}+x_{16}y_{5}-x_{15}y_{6}+x_{14}y_{7}-x_{13}y_{8}+x_{4}y_{9}+x_{3}y_{10}-x_{2}y_{11}+x_{1}y_{12}+x_{8}y_{13}-x_{7}y_{14}+x_{6}y_{15}-x_{5}y_{16}}
{\displaystyle z_{13}=x_{13}y_{1}-x_{14}y_{2}-x_{15}y_{3}-x_{16}y_{4}+x_{9}y_{5}+x_{10}y_{6}+x_{11}y_{7}+x_{12}y_{8}+x_{5}y_{9}-x_{6}y_{10}-x_{7}y_{11}-x_{8}y_{12}+x_{1}y_{13}+x_{2}y_{14}+x_{3}y_{15}+x_{4}y_{16}}
{\displaystyle z_{14}=x_{14}y_{1}+x_{13}y_{2}-x_{16}y_{3}+x_{15}y_{4}-x_{10}y_{5}+x_{9}y_{6}-x_{12}y_{7}+x_{11}y_{8}+x_{6}y_{9}+x_{5}y_{10}-x_{8}y_{11}+x_{7}y_{12}-x_{2}y_{13}+x_{1}y_{14}-x_{4}y_{15}+x_{3}y_{16}}
{\displaystyle z_{15}=x_{15}y_{1}+x_{16}y_{2}+x_{13}y_{3}-x_{14}y_{4}-x_{11}y_{5}+x_{12}y_{6}+x_{9}y_{7}-x_{10}y_{8}+x_{7}y_{9}+x_{8}y_{10}+x_{5}y_{11}-x_{6}y_{12}-x_{3}y_{13}+x_{4}y_{14}+x_{1}y_{15}-x_{2}y_{16}}
{\displaystyle z_{16}=x_{16}y_{1}-x_{15}y_{2}+x_{14}y_{3}+x_{13}y_{4}-x_{12}y_{5}-x_{11}y_{6}+x_{10}y_{7}+x_{9}y_{8}+x_{8}y_{9}-x_{7}y_{10}+x_{6}y_{11}+x_{5}y_{12}-x_{4}y_{13}-x_{3}y_{14}+x_{2}y_{15}+x_{1}y_{16}}
waar de {\displaystyle u_{i}} gelijk zijn aan,
{\displaystyle u_{1}={\frac {1}{c}}\left((ax_{1}^{2}+x_{2}^{2}+x_{3}^{2}+x_{4}^{2}+x_{5}^{2}+x_{6}^{2}+x_{7}^{2}+x_{8}^{2})x_{9}-2x_{1}(bx_{1}x_{9}+x_{2}x_{10}+x_{3}x_{11}+x_{4}x_{12}+x_{5}x_{13}+x_{6}x_{14}+x_{7}x_{15}+x_{8}x_{16})\right)}
{\displaystyle u_{2}={\frac {1}{c}}\left((x_{1}^{2}+ax_{2}^{2}+x_{3}^{2}+x_{4}^{2}+x_{5}^{2}+x_{6}^{2}+x_{7}^{2}+x_{8}^{2})x_{10}-2x_{2}(x_{1}x_{9}+bx_{2}x_{10}+x_{3}x_{11}+x_{4}x_{12}+x_{5}x_{13}+x_{6}x_{14}+x_{7}x_{15}+x_{8}x_{16})\right)}
{\displaystyle u_{3}={\frac {1}{c}}\left((x_{1}^{2}+x_{2}^{2}+ax_{3}^{2}+x_{4}^{2}+x_{5}^{2}+x_{6}^{2}+x_{7}^{2}+x_{8}^{2})x_{11}-2x_{3}(x_{1}x_{9}+x_{2}x_{10}+bx_{3}x_{11}+x_{4}x_{12}+x_{5}x_{13}+x_{6}x_{14}+x_{7}x_{15}+x_{8}x_{16})\right)}
{\displaystyle u_{4}={\frac {1}{c}}\left((x_{1}^{2}+x_{2}^{2}+x_{3}^{2}+ax_{4}^{2}+x_{5}^{2}+x_{6}^{2}+x_{7}^{2}+x_{8}^{2})x_{12}-2x_{4}(x_{1}x_{9}+x_{2}x_{10}+x_{3}x_{11}+bx_{4}x_{12}+x_{5}x_{13}+x_{6}x_{14}+x_{7}x_{15}+x_{8}x_{16})\right)}
{\displaystyle u_{5}={\frac {1}{c}}\left((x_{1}^{2}+x_{2}^{2}+x_{3}^{2}+x_{4}^{2}+ax_{5}^{2}+x_{6}^{2}+x_{7}^{2}+x_{8}^{2})x_{13}-2x_{5}(x_{1}x_{9}+x_{2}x_{10}+x_{3}x_{11}+x_{4}x_{12}+bx_{5}x_{13}+x_{6}x_{14}+x_{7}x_{15}+x_{8}x_{16})\right)}
{\displaystyle u_{6}={\frac {1}{c}}\left((x_{1}^{2}+x_{2}^{2}+x_{3}^{2}+x_{4}^{2}+x_{5}^{2}+ax_{6}^{2}+x_{7}^{2}+x_{8}^{2})x_{14}-2x_{6}(x_{1}x_{9}+x_{2}x_{10}+x_{3}x_{11}+x_{4}x_{12}+x_{5}x_{13}+bx_{6}x_{14}+x_{7}x_{15}+x_{8}x_{16})\right)}
{\displaystyle u_{7}={\frac {1}{c}}\left((x_{1}^{2}+x_{2}^{2}+x_{3}^{2}+x_{4}^{2}+x_{5}^{2}+x_{6}^{2}+ax_{7}^{2}+x_{8}^{2})x_{15}-2x_{7}(x_{1}x_{9}+x_{2}x_{10}+x_{3}x_{11}+x_{4}x_{12}+x_{5}x_{13}+x_{6}x_{14}+bx_{7}x_{15}+x_{8}x_{16})\right)}
{\displaystyle u_{8}={\frac {1}{c}}\left((x_{1}^{2}+x_{2}^{2}+x_{3}^{2}+x_{4}^{2}+x_{5}^{2}+x_{6}^{2}+x_{7}^{2}+ax_{8}^{2})x_{16}-2x_{8}(x_{1}x_{9}+x_{2}x_{10}+x_{3}x_{11}+x_{4}x_{12}+x_{5}x_{13}+x_{6}x_{14}+x_{7}x_{15}+bx_{8}x_{16})\right)}
en
{\displaystyle a=-1,\;\;b=0,\;\;c=x_{1}^{2}+x_{2}^{2}+x_{3}^{2}+x_{4}^{2}+x_{5}^{2}+x_{6}^{2}+x_{7}^{2}+x_{8}^{2}\,.}
De {\displaystyle u_{i}} dan gehoorzamen aan
{\displaystyle u_{1}^{2}+u_{2}^{2}+u_{3}^{2}+u_{4}^{2}+u_{5}^{2}+u_{6}^{2}+u_{7}^{2}+u_{8}^{2}=x_{9}^{2}+x_{10}^{2}+x_{11}^{2}+x_{12}^{2}+x_{13}^{2}+x_{14}^{2}+x_{15}^{2}+x_{16}^{2}\,}
De identiteit laat dus zien dat het product van twee sommen van zestien kwadraten in het algemeen de som is van zestien rationale kwadraten. Als alle {\displaystyle x_{i},y_{i}} met {\displaystyle i>8} gelijk worden gesteld aan nul, dan reduceert deze identiteit tot de acht-kwadratenidentiteit van Degen.
Er bestaat geen zestien kwadratenidentiteit waarbij alleen bilineaire functies betrokken zijn aangezien de stelling van Hurwitz laat zien dat een identiteit van de vorm
{\displaystyle (x_{1}^{2}+x_{2}^{2}+x_{3}^{2}+\cdots +x_{n}^{2})(y_{1}^{2}+y_{2}^{2}+y_{3}^{2}+\cdots +y_{n}^{2})=z_{1}^{2}+z_{2}^{2}+z_{3}^{2}+\cdots +z_{n}^{2}}
met de {\displaystyle z_{i}} bilineair functies van de {\displaystyle x_{i}} en {\displaystyle y_{i}} alleen mogelijk is voor n ∈ {1, 2, 4, 8}.
De meer algemenere stelling van Pfister (1965) laat echter zien dat als de {\displaystyle z_{i}} rationale functies zijn van slechts één verzameling van variabelen, (dus een noemer heeft), dat het dan mogelijk is voor alle {\displaystyle n=2^{m}}. Er bestaan dus ook niet-bilineaire versies van de vier-kwadratenidentiteit van Euler en de acht-kwadratenidentiteit van Degen.

## Voetnoten
1. ↑  H. Zassenhaus en W. Eichhorn, Herleitung von Acht- und Sechzehn-Quadrate-Identitäten mit Hilfe von Eigenschaften der verallgemeinerten Quaternionen und der Cayley-Dicksonchen Zahlen, Arch. Math. 17 (1966), blz. 492-496
2. ↑  A. Pfister, Zur Darstellung von -1 als Summe von Quadraten in einem Körper, 'J. London Math. Soc. 40 (1965), blz. 159-165
3. ↑  Keith Conrad, Pfister's Theorem on Sums of Squares, Keith Conrad, (zie hier)